# Gelbkopfamazone

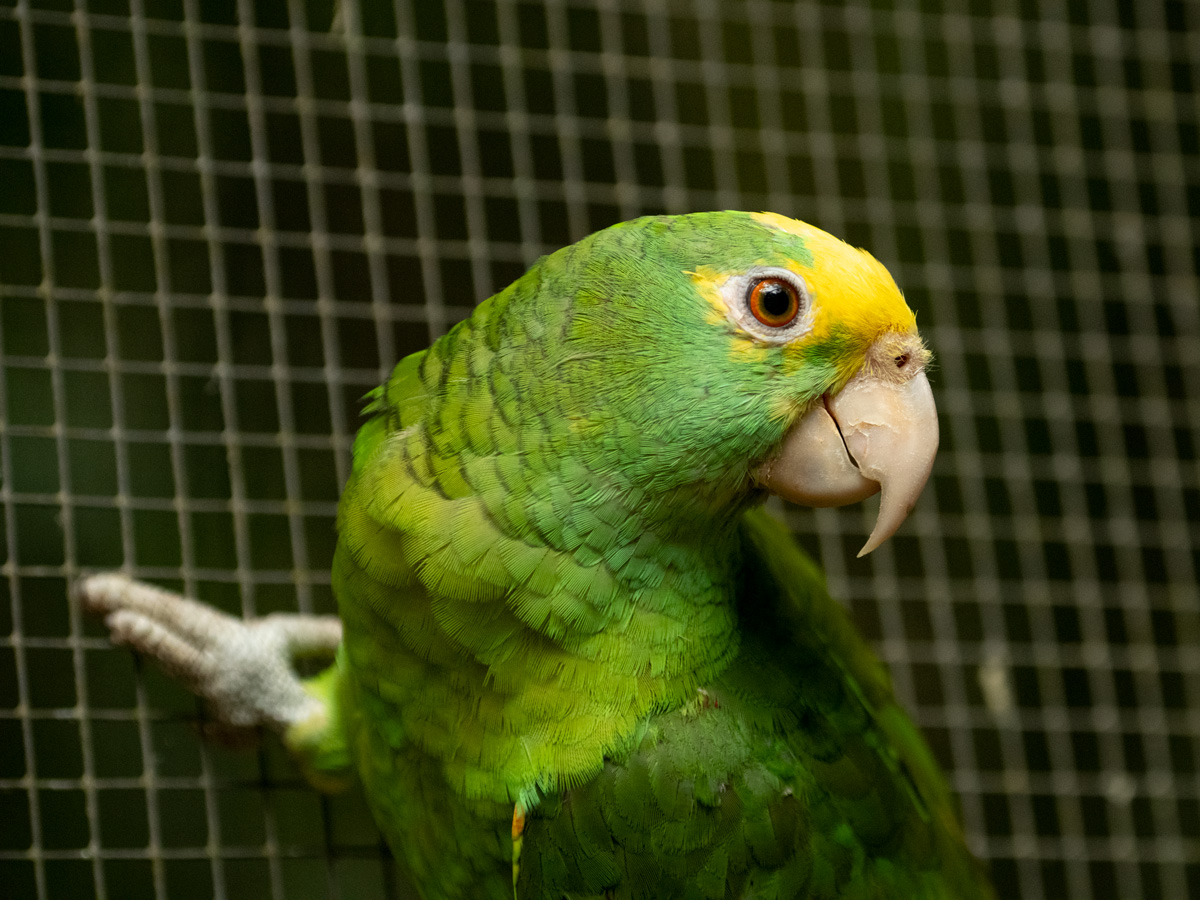
Junge Gelbkopfamazone

Die Gelbkopfamazone (Amazona oratrix) gehört zur Familie der Eigentlichen Papageien (Psittacidae). Sie ist eine vom Aussterben bedrohte Papageienart. Ihre Fähigkeit, die menschliche Sprache nachzuahmen, machte sie zu einem begehrten Haustier.

## Merkmale
Die kurzschwänzige Gelbkopfamazone ist 35–38 cm groß, ihr Gefieder hauptsächlich grün und der namensgebende Kopf gelb. Je nach Art variiert der Gelbanteil. Der Flügelbug ist weitgehend rot mit unregelmäßiger gelber Befiederung. Schnabel und Wachshaut sind hornfarben hell. Weibchen und Männchen sind anhand optischer Merkmale nicht zu unterscheiden. Die Iris ist leuchtend orange. Noch nicht ausgewachsene Vögel lassen sich an der dunkelbraunen Iris erkennen. Generell sind die gelben Farbpartien am Kopf bei Jungvögeln weniger ausgeprägt als bei adulten.

## Systematik und Verbreitung
Die Gelbkopfamazone wurde früher als eine Unterart der Gelbscheitelamazone (A. ochrocephala) eingeordnet. Heute wird sie als eigene Art angesehen.
In der Oratrix-Gruppe werden vier Unterarten unterschieden:
- Doppelgelbkopfamazone (Amazona oratrix oratrix Ridgway, 1887)[2] – Mexiko
- Gelbkopfamazone (Amazona oratrix belizensis Monroe & T. R. Howell, 1966)[3] – Belize und im Nordosten von Guatemala
- Gelbkopfamazone (Amazona oratrix hondurensis Lousada & S. N. G. Howell, 1997)[4] – Honduras und im Osten von Guatemala
- Tres-Marias-Amazone (Amazona oratrix tresmariae Nelson, 1900)[5] – Tres Marias Inseln/Mexiko, wird auch als eigenständige Art (Amazona tresmariae) eingestuft.[6]

## Lebensraum
Die Papageien bewohnen Savannen, hohe Laubwälder und auch feuchtere Flussgebiete, gelegentlich in Höhen bis zu 500 m (mit einem Bericht von bis zu 1377 m bei Totula, Veracruz, Mexiko [Monterrubio-Rico 2013]). Die Vögel bevorzugen halbtrockene Regionen im nördlichen atlantischen Tiefland, aber feuchtere Savannen weiter südlich. In Belize bewohnt sie Kiefernsavannen und angrenzende immergrüne Waldgebiete. In Guatemala kommen die Amazonen in Küstenregionen, Palmensavannen und Mangroven vor (Lousada und Howell 1996, Eisermann 2003). Nahrungsentzug und Feuer verursachen gelegentliche Wanderungen. Sie nisten in Baumhöhlen und in Baumstümpfen.

## Verhalten
Die Gelbkopfamazonen ernähren sich von Samen, Nüssen, Früchten, Beeren, Blüten und Knospen. Gelbkopfamazonen leben in der Brutzeit meist paarweise. Außerhalb der Brutzeit auch in kleinen Familiengruppen oder in kleinen Schwärmen. Ihre Brutzeit ist abhängig vom Verbreitungsgebiet. In Belize brüten die Gelbkopfamazonen im Zeitraum von März bis Mai. Ein Gelege kann bis zu 4 Eier umfassen. Die Brutdauer beträgt ca. 26 Tage. Jungvögel sind nach etwa 9 Wochen flügge.

## Gefährdung
Der Bestand wurde 1994 auf 7000 Individuen geschätzt, davon 4700 adulten. Er ist von starkem Rückgang betroffen. Zu den Ursachen zählt der Fang für den internationalen Vogelhandel und der zunehmende Habitatverlust. Die International Union for Conservation of Nature and Natural Resources (IUCN) stuft die Art als stark gefährdet (Endangered, EN) ein.

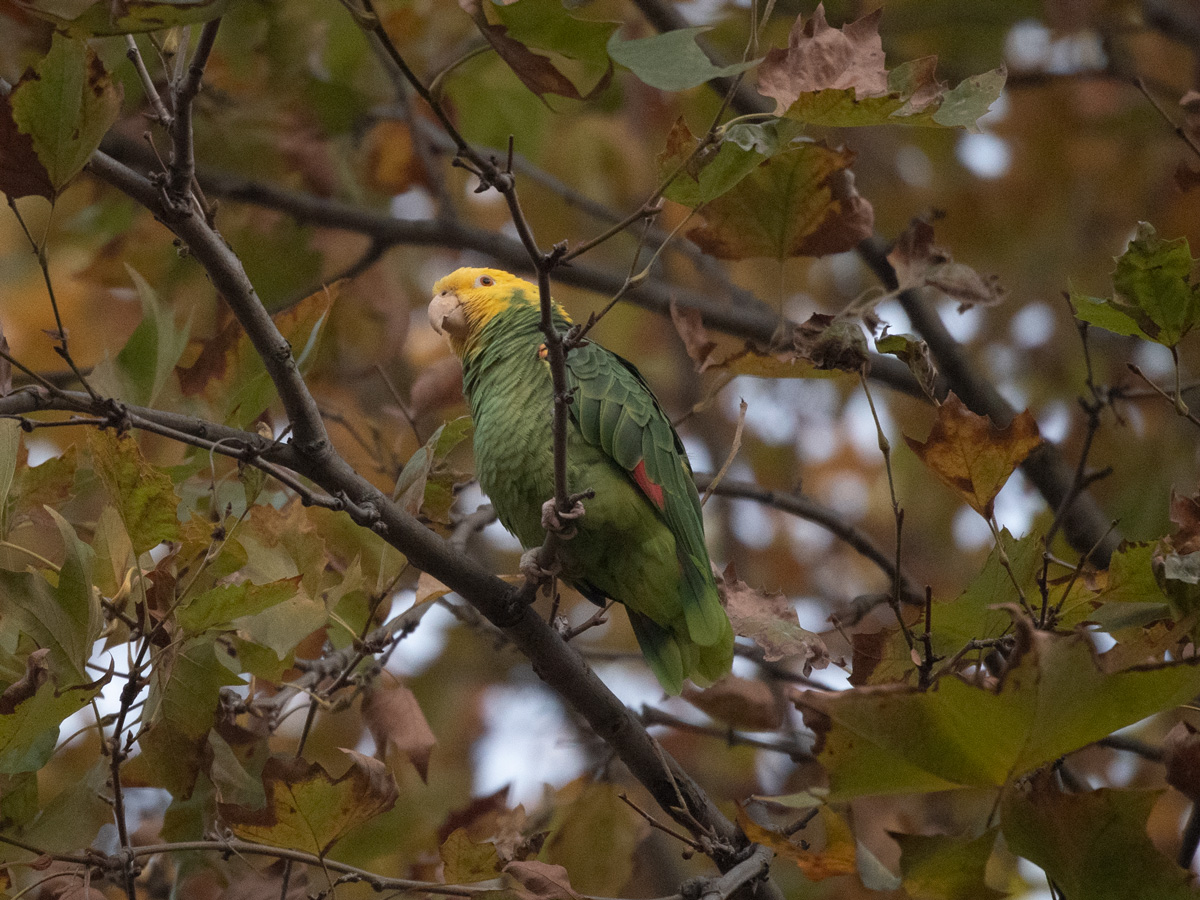
Gelbkopfamazone (A. oratrix) in Stuttgart

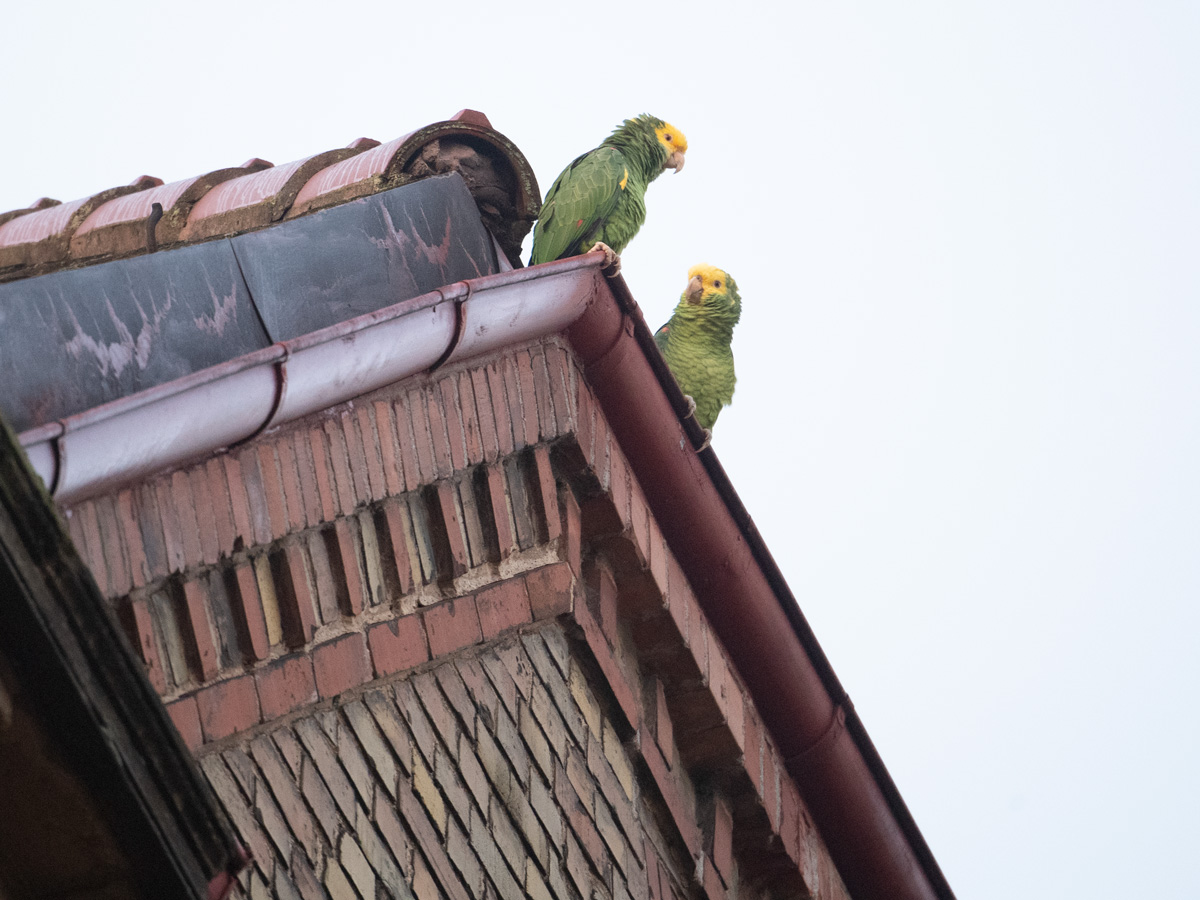
Gelbkopfamazonen (A. oratrix) in Stuttgart

## Neozoon
Es gibt im Stuttgarter Stadtteil Bad Cannstatt eine freilebende Population von Gelbkopfamazonen. Die Neozoon-Population entstand durch eine im Jahr 1984 entflogene Gelbkopfamazone, die im Zoo Wilhelma nach Artgenossen suchte und den Winter überstand. Mittels einer im Jahr 1985 vermutlich ausgewilderten Gelbkopfamazone erfolgte im Jahr 1986 die erste Brut mit drei Jungvögeln als Resultat. Ende der 1990er Jahre kamen zwei Blaustirnamazonen (Amazona aestiva) zur Population hinzu. Die beiden Arten hybridisierten miteinander. Die Hybride zwischen den beiden Arten sind fertil. Im Jahr 2011 wurden in Stuttgart von Mitarbeitern des Stuttgarter Naturkundemuseums 5–8 Brutpaare bzw. 45 Exemplare rund um den Schlossgarten gezählt. Bis zum Jahr 2018/2019 wuchs der Schwarm auf eine Größe von 65 Exemplare an.
In Stuttgart fressen die Goldkopfamazonen hauptsächlich Früchte und Samen, aber auch andere Pflanzenteile sowie Rinde und morsches Holz. Bisher wurden in Stuttgart 63 Pflanzenarten in der Nahrung nachgewiesen. Die Vögel fressen auch Teile giftiger Arten wie Eibe und Efeu. Die Nahrung wird im ganzen Stadtgebiet von Stuttgart gesucht, dabei werden hauptsächlich Parks, Friedhöfe und Privatgärten mit altem Baumbestand aufgesucht. Die Vögel landen fast nie auf dem Boden. Ihr Trinkwasser finden sie in Regenrinnen und Astgabeln, im Winter wird auch Schnee von Dächern aufgenommen. Alle Amazonen suchen abends einen gemeinsamen Schlafplatz im Zentrum von Bad Cannstatt auf. In der Brutzeit sind sie hingegen abends und nachts fast nur in der Nähe ihrer Bruthöhlen, die sich in den alten Platanen des Rosensteinparks und im Schlossgarten (Grünes U) befinden. Die Blattknospen der Bäume dienen im Winter auch als Nahrung. Meist werden ein bis zwei, selten drei Jungvögel flügge. Die Vögel überstehen den Winter, haben aber teilweise abgefrorene Zehen.

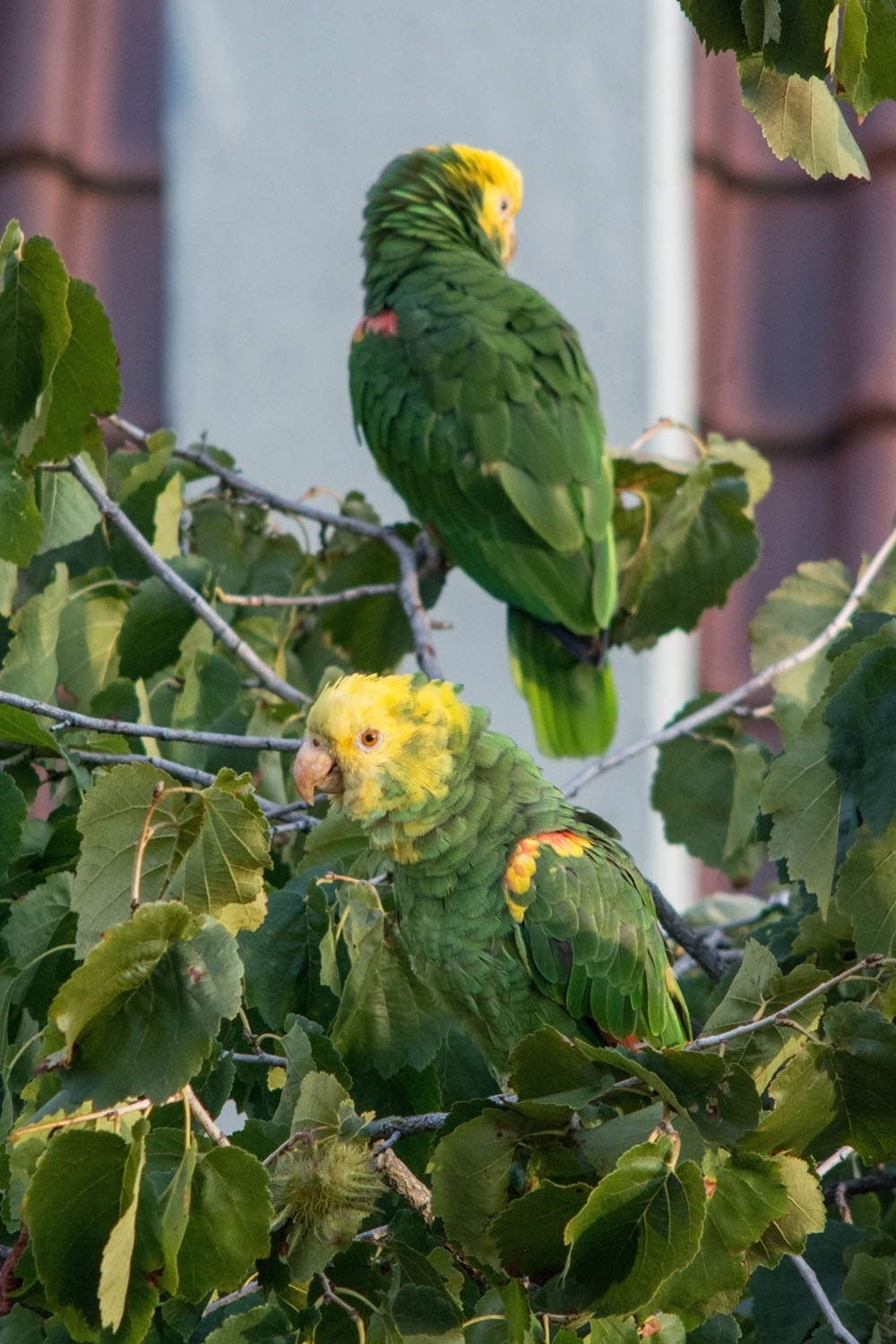
Gelbkopfamazonen in Stuttgart-Bad Cannstatt

Es wird von einzelnen Ornithologen in Deutschland eine Höhlenkonkurrenz mit Dohle, Hohltaube und Star und eine Nahrungskonkurrenz mit heimischen Vogelarten vermutet. Es wird sogar für Deutschland eine Beseitigung (Fang) dieser außereuropäischen Art gefordert, während andere Ornithologen eine Höhlen- und Nahrungskonkurrenz nicht annehmen.
Eine Untersuchung zeigte, dass die Sterblichkeit vor allem junger Papageien in Stuttgart relativ hoch ist. Junge Gelbkopfamazonen kollidieren oft mit Autos oder prallen gegen Fensterscheiben. Auf diese Unfallverluste wird der geringe Populationsanstieg und die fehlende Ausbreitungstendenz mit zurückgeführt. Auch ein Mangel an ausreichend großen Nisthöhlen könnte die Ausbreitung behindern.
Weitere Populationen der Gelbkopfamazonen außerhalb ihrer natürlichen Habitate gibt es in Kalifornien und Puerto Rico. Bei den in zahlreichen anderen europäischen Städten als Neozoon vorkommenden Papageien handelt es sich hingegen um Halsbandsittiche oder Mönchssittiche.